# McCurtain megye
McCurtain megye az Amerikai Egyesült Államokban, azon belül Oklahoma államban található. Megyeszékhelye és legnagyobb városa Idabel. Lakosainak száma 30 814 fő (2020. április 1.). McCurtain megye Bowie, Le Flore, Polk, Sevier, Little River, Pushmataha, Red River és Choctaw megyékkel határos.

## Népesség
A megye népességének változása:
| Lakosok száma | 33 184 | 33 254 | 33 208 | 33 065 | 33 048 | 30 814 |
|               | 2010   | 2011   | 2012   | 2013   | 2015   | 2020   |